# (72071) Gábor
(72071) Gábor ist ein Asteroid des inneren Hauptgürtels, der am 31. Dezember 2000 von dem ungarischen Amateurastronomen Krisztián Sárneczky und dem ungarischen Astronomen László Kiss am Piszkéstető-Observatorium (IAU-Code 561) im nordungarischen Mátra-Gebirge im Auftrag des Budapester Konkoly-Observatoriums entdeckt wurde. Sichtungen des Asteroiden hatte es vorher schon am 21. und 22. Juni 1998 unter der vorläufigen Bezeichnung 1998 HL88 an der Lincoln Laboratory Experimental Test Site (ETS) in Socorro, New Mexico im Rahmen des Projektes Lincoln Near Earth Asteroid Research (LINEAR) gegeben.
Mittlere Sonnenentfernung (große Halbachse), Exzentrizität und Neigung der Bahnebene von (72071) Gábor liegen innerhalb der jeweiligen Grenzwerte, die für die Nysa-Gruppe definiert sind, einer nach (44) Nysa benannten Gruppe von Asteroiden (auch Hertha-Familie genannt, nach (135) Hertha).
Nach der SMASS-Klassifikation (Small Main-Belt Asteroid Spectroscopic Survey) wurde bei einer spektroskopischen Untersuchung von Gianluca Masi, Sergio Foglia und Richard P. Binzel (72071) Gábor der taxonomischen Klasse der C-Asteroiden zugeordnet.
Der Asteroid wurde am 30. Juli 2007 nach dem ungarischen Ingenieur Dennis Gábor (1900–1979) benannt, der 1971 den Nobelpreis für Physik erhielt „für seine Erfindung und Entwicklung der holografischen Methode“.